# Нижний Лух
Нижний Лух — посёлок в Пермском крае, на берегу Камского водохранилища. Входит в состав Висимского сельского поселения Добрянского района, расположен в 30 километрах к северу от районного центра — Добрянки. Основан в 1945 г.

## Экономика
В посёлке расположено несколько баз отдыха, рассчитанных на любителей рыбалки. Действует почтовое отделение, средняя школа
3 магазина, 2 бара, 1 из которых работает с 21.00 - 06.00, второй закрыли в 2010 г. По праздникам работает клуб.

## Транспорт
Нижний Лух связан автобусным сообщением с Добрянкой (2 рейса в сутки).

## История
- 1963 ( 1 540 человек )